# Utilitate publică
O companie de utilități publice (de obicei, doar utilități) este o organizație care întreține infrastructura pentru un serviciu public (adesea furnizând și un serviciu utilizând acea infrastructură). Utilitățile publice sunt supuse unor forme de control și reglementare publică, de la grupuri comunitare locale până la monopoluri guvernamentale la nivel de stat.
Utilitățile publice sunt menite să furnizeze bunuri și servicii considerate esențiale pentru asigurarea confortul populației în clădiri: apa , gazul, curentul electric, canalizare, încălzire, eliminarea deșeurilor și alte sisteme de comunicații (telefonie), internetul,  reprezintă o mare parte din piața utilităților publice. Liniile de transport utilizate în transportul energiei electrice sau conductele de gaze naturale au caracteristici de  monopol natural. Un monopol poate apărea atunci când se găsește cea mai bună modalitate de a-și minimiza costurile prin economii de scară, până la punctul în care alte companii nu pot concura cu aceasta. De exemplu, dacă multe companii oferă deja energie electrică, instalarea suplimentară a unei centrale electrice va dezavantaja doar consumatorul, deoarece prețurile ar putea crește. Dacă infrastructura există deja într-o anumită zonă, se obține un beneficiu minim prin concurență. Cu alte cuvinte, aceste industrii sunt caracterizate de economii de scară în producție. Deși se poate menționat că aceste monopoluri naturale sunt gestionate sau supravegheate de o comisie pentru utilități publice sau de o instituție care reprezintă guvernul.

## Management
Companiile de utilități publice au fost considerate din punct de vedere istoric un monopol natural. Această școală de gândire susține că cea mai eficientă modalitate de a face afaceri este prin intermediul unei singure firme, deoarece acestea sunt afaceri cu capital intensiv, cu economii de scară neobișnuit de mari și costuri fixe ridicate asociate cu construirea și operarea infrastructurii, de exemplu, centrale electrice, linii telefonice și instalații de tratare a apei. Cu toate acestea, în ultimele decenii, poziția de monopol a companiilor tradiționale de utilități publice s-a erodat. De exemplu, piețele angro de generare a energiei electrice, rețelele de transport al energiei electrice, vânzarea cu amănuntul a energiei electrice și alegerea clienților, telecomunicațiile, unele tipuri de transport public și serviciile poștale au devenit competitive în unele țări. 
Printre actorii cheie din sectorul utilităților publice se numără:
- elementele generatoare care produc sau colectează produsul specific care urmează să fie utilizat de clienți: de exemplu, electricitate sau apă;
- operatorii de rețea (operatori de rețea, operatori de rețea regională și operatori de rețea de distribuție) vând accesul la rețelele lor furnizorilor de servicii cu amănuntul, care livrează produsul utilizatorului final;
- agenții de marketing cumpără și vând produsul propriu-zis și creează produse structurate complexe suplimentare, servicii combinate și produse derivate. În funcție de structura produsului, aceste companii pot oferi utilităților și întreprinderilor o aprovizionare fiabilă cu un produs precum electricitatea la un preț stabil și previzibil sau o aprovizionare pe termen scurt la un preț mai volatil;
- furnizorii de servicii și comercianții cu amănuntul reprezintă ultimul segment din lanțul de aprovizionare, vânzând direct consumatorului final. Pe unele piețe, consumatorii finali își pot alege propriul furnizor de servicii de vânzare cu amănuntul;

Gestionarea utilităților publice continuă să fie importantă pentru administrațiile locale și generale. Prin crearea, extinderea și îmbunătățirea utilităților publice, un organism guvernamental poate încerca să își îmbunătățească imaginea sau să atragă investiții.

## Finanțare
Problemele cu care se confruntă utilitățile publice includ:
- domeniul de servicii: autoritățile de reglementare trebuie să echilibreze nevoile economice ale companiilor și echitatea socială necesară pentru a garanta tuturor accesul la servicii primare;
- autonomie: eficiența economică impune ca piețele să funcționeze singure, cu puțină intervenție. Astfel de situații nu sunt adesea echitabile pentru unii consumatori care ar putea fi excluși de pe piață;
- prețuri: echitatea impune ca toți cetățenii să beneficieze de servicii la un preț corect[7].

Metodele alternative de stabilire a prețurilor includ:
- Costuri medii de producție: compania de utilități calculează pragul de rentabilitate și apoi stabilește prețurile egale cu costurile medii. Problema capitalului propriu este practic depășită, deoarece este deservită cea mai mare parte a pieței. Din cauza unui defect, firmele reglementate nu au stimulente pentru a minimiza costurile;
- Reglementarea ratei rentabilității: autoritățile de reglementare permit firmelor să stabilească și să perceapă orice preț, atâta timp cât rata rentabilității capitalului investit nu depășește o anumită rată. Această metodă este flexibilă și permite libertatea de stabilire a prețurilor, obligând autoritățile de reglementare să monitorizeze prețurile;
- reglementarea prin plafonarea prețurilor: autoritățile de reglementare stabilesc direct o limită a prețului maxim. Această metodă poate duce la pierderea zonei deservite. Un avantaj al acestei metode este că oferă firmelor un stimulent pentru a căuta tehnologii de reducere a costurilor ca strategie de creștere a profiturilor companiilor de utilități.

Acțiunile companiilor de utilități sunt considerate investiții stabile, deoarece oferă de obicei dividende  regulate acționarilor și au o cerere mai stabilă. Chiar și în perioadele de recesiune economică caracterizate de rate scăzute ale dobânzii, astfel de acțiuni sunt atractive, deoarece randamentele dividendelor sunt de obicei mai mari decât cele ale altor acțiuni, astfel încât sectorul de utilități face adesea parte dintr-o strategie de cumpărare și menținere pe termen lung.

## Vezi
- Autoritatea Națională de Reglementare în domeniul Energiei (A.N.R.E.)
- Format:Servicii publice
- Alimentare cu apă